# ديفيد سول
ديفيد سول (ولد باسم ديفيد ريتشارد سولبرغ، 28 أغسطس 1943 - 4 يناير 2024) هو ممثل ومغني أمريكي بريطاني. حقق نجاحاً غنائياً أمريكيًا واحدًا وخمسة أغاني بريطاني.
ولد ديفيد سول في 28 أغسطس 1943 في مدينة شيكاغو الأمريكية وهو من أصل نرويجي. كانت والدته جوان نيلسون معلمة، وكان والده الدكتور ريتشارد الأب سولبرغ، كاهناً لوثريًا وأستاذًا للتاريخ والعلوم السياسية، ومديرًا للتعليم العالي للكنيسة اللوثرية في أمريكا. كان كل من أجداد الروح مبشرين . كان الدكتور سولبرغ أيضًا ممثلاً بارزًا للإغاثة العالمية اللوثرية أثناء إعادة إعمار ألمانيا بعد الحرب العالمية الثانية من عام 1949 حتى عام 1956. لهذا السبب تنقلت العائلة كثيرًا خلال فترة شباب سول.